# 堀內站

月台

周邊環境

堀內站（日语：／ Horinai eki */?）是位於岩手縣下閉伊郡普代村，三陸鐵道的谷灣線車站。
車站的愛稱為「義經之祈禱」，名稱取自源義經與鄰近的鵜鳥神社。

## 歷史
- 1975年（昭和50年）7月20日：日本國有鐵道久慈線車站啟用。
- 1984年（昭和59年）4月1日：車站由三陸鐵道接管。成為北谷灣線車站。
- 2011年（平成23年）3月11日：發生東北地方太平洋近海地震（東日本大震災），使北谷灣線全線暫停營業。地震所引發的海嘯，由於車站位於高地，因此車站受損情況較少。
- 2012年（平成24年）4月1日：陸中野田至田野畑之間重開，此站重開[1]。
- 2019年（平成31年）3月23日：東日本旅客鐵道釜石至宮古之間由三陸鐵道接管，此站成為谷灣線車站[2]。

## 車站構造
此站是地面車站，設有1面1線的單式月台。

## 使用狀況
| 1日上下車人次變化 | 1日上下車人次變化 |
| 年度              | 1日平均人次       |
| ----------------- | ----------------- |
| 2012年            | 36                |
| 2013年            | 41                |
| 2014年            | 34                |
| 2015年            | 30                |
| 2016年            | 23                |
| 2017年            | 25                |
| 2018年            | 36                |

## 車站周邊
- 安家川
- 堀內漁港
- 堀內郵局
- 國道45號

## 其他
- 車站前後都是橋樑，分別是大澤橋橋和安家川橋樑。在該兩座橋上可望見太平洋。在一些觀光客的列車會在橋上慢駛或停站。
- 在2013年（平成25年）4月至9月播映的NHK連續電視小說「小海女」中，最近主角家的車站是「袖濱站」，並於此站取景[5]。因此，有許多觀光客前往此站紀念拍攝，而部分列車會在此站停靠一段時間。

## 相鄰車站
三陸鐵道
■谷灣線
□快速
通過
■普通
白井海岸－堀內－野田玉川

## 注腳
1. ↑  . 毎日新聞. 2012-04-01  [2012-04-01]. （原始内容存档于2012年7月11日） （日语）.
2. ↑  . 毎日新聞 (毎日新聞社). 2019-03-23  [2019-03-24]. （原始内容存档于2019-03-23） （日语）.
3. ↑  国土数値情報(駅別乗降客数データ)2011-2015年  （页面存档备份，存于）（日語） - 國土交通省2019年9月3日參閲
4. ↑  国土数値情報(駅別乗降客数データ)  （页面存档备份，存于）（日語） - 國土交通省，2020年9月23日參閲
5. ↑  . 三陸鉄道.   [2015-07-18]. （原始内容存档于2020-12-16） （日语）.

## 外部連結
- 車站·周邊資訊【堀內站】 （页面存档备份，存于）（日語）：三陸鐵道